# Фіннеланд
Фіннеланд (нім. Finneland) — громада в Німеччині, розташована в землі Саксонія-Ангальт. Входить до складу району Бургенланд. Складова частина об'єднання громад Ан-дер-Фінне.
Площа — 29,42 км2. Населення становить 1048 ос. (станом на 31 грудня 2021).

## Галерея

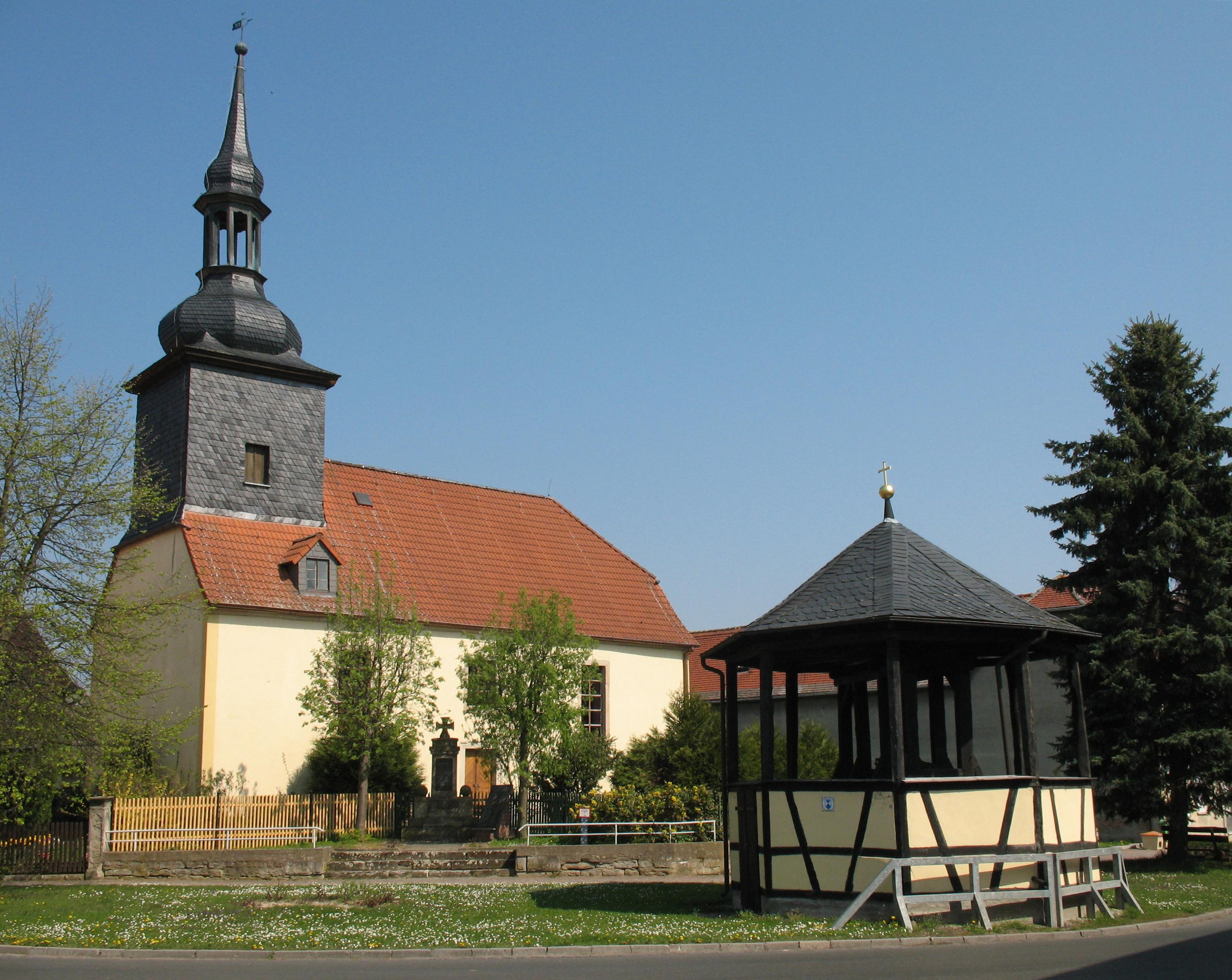
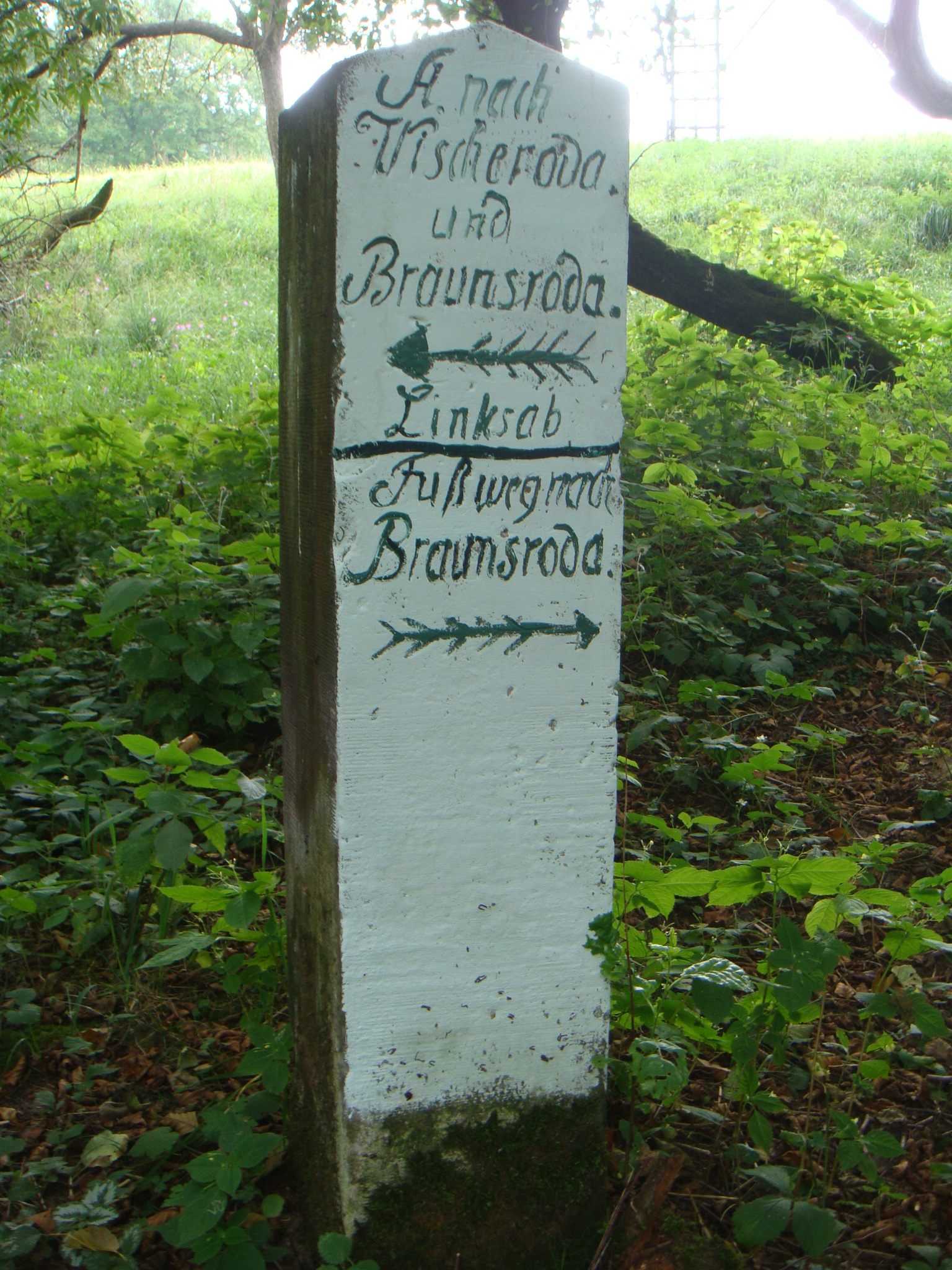